# インタープリター (自然)
インタープリター（interpreter）は、自然と人との「仲介」となって自然解説を行う人物を指す単語。

## 概要
インタープリターの標準的な和訳は、通訳者や解説者であるが、現在では、前述の人を指すことも定着し始めている。インタープリターはただ自然に詳しいだけではなく、話術、突発的出来事への対応、全体構成の企画演出、参加者との一体感の創出といったことが資質として要求される。
インタープリターは、特別な講習を受けた人であるとは限らない。例えば古くから地元に住む長老が長年の経験に基づき、地元の森について様々な角度から語り、その素晴らしさを参加者に伝えるなら、それも立派なインタープリターとされる。
2005年に開催された愛・地球博では、会場内に「森の自然学校」及び「里の自然学校」が設けられ、インタープリターが常駐し、自然の大切さなどを来場者に対してインタープリテーションを行った。
この愛・地球博の自然学校で、インタープリター（IP）という名称が一般にも広く知られるようになった。